# Piłka nożna na Letnich Igrzyskach Olimpijskich 2020 – turniej kobiet
Turniej kobiet w piłce nożnej na Letnich Igrzyskach Olimpijskich 2020 w Japonii był 7. edycją w historii igrzysk.

## System rozgrywek
Do rywalizacji przystąpiło 12 drużyn, podzielonych na trzy grupy. W każdej z nich zmagania toczą się systemem kołowym, a po dwa najlepsze zespoły z grup uzyskają awans do ćwierćfinału, dodatkowe dwie najlepsze drużyny z klasyfikacji z trzeciego miejsca również uzyskają awans do ćwierćfinału. Od tej fazy pojedynki przeprowadzone zostaną systemem pucharowym (jedno spotkanie, przegrywający odpada, a zwycięzca kwalifikuje się do kolejnej fazy).

## Terminarz
| GR | Faza grupowa | ¼ | Ćwierćfinały | ½ | Półfinały | 3 | Mecz o 3. miejsce | F | Finał |

| 21.07 | 22.07 | 23.07 | 24.07 | 25.07 | 26.07 | 27.07 | 28.07 | 29.07 | 30.07 | 31.07 | 1.08 | 2.08 | 3.08 | 4.08 | 5.08 | 6.08 |
| ----- | ----- | ----- | ----- | ----- | ----- | ----- | ----- | ----- | ----- | ----- | ---- | ---- | ---- | ---- | ---- | ---- |
| GR    |       |       | GR    |       |       | GR    |       |       | ¼     |       |      | ½    |      |      | 3    | F    |

## Miasta i stadiony
Turniej rozgrywany jest na 7 stadionach w 6 miastach:
- w Kashimie (Stadion Kashima)
- w Rifu (Stadion Miyagi)
- w Saitamie (Stadion Saitama)
- w Sapporo (Sapporo Dome)
- w Tokio (Stadion Olimpijski)
- w Chōfu (Stadion Ajinomoto)
- w Jokohamie (Stadion Nissan)

Mecz otwarcia odbędzie się w Sapporo, mecz o 3. miejsce w Kashimie, natomiast finał w Tokio.
| Tokio                                                                         | Chōfu, Tokio                                                                  | Saitama                                                                       | Jokohama          |
| ----------------------------------------------------------------------------- | ----------------------------------------------------------------------------- | ----------------------------------------------------------------------------- | ----------------- |
| Stadion Olimpijski                                                            | Stadion Ajinomoto                                                             | Stadion Saitama                                                               | Stadion Nissan    |
| Pojemność: 60 102                                                             | Pojemność: 48 000                                                             | Pojemność: 62 000                                                             | Pojemność: 70 000 |
|                                                                               |                                                                               |                                                                               |                   |
| TokioSaitamaYokohamaSapporoKashimaSendaiMiasta-organizatorzy na mapie Japonii | TokioSaitamaYokohamaSapporoKashimaSendaiMiasta-organizatorzy na mapie Japonii | TokioSaitamaYokohamaSapporoKashimaSendaiMiasta-organizatorzy na mapie Japonii | Kashima           |
| TokioSaitamaYokohamaSapporoKashimaSendaiMiasta-organizatorzy na mapie Japonii | TokioSaitamaYokohamaSapporoKashimaSendaiMiasta-organizatorzy na mapie Japonii | TokioSaitamaYokohamaSapporoKashimaSendaiMiasta-organizatorzy na mapie Japonii | Stadion Kashima   |
| TokioSaitamaYokohamaSapporoKashimaSendaiMiasta-organizatorzy na mapie Japonii | TokioSaitamaYokohamaSapporoKashimaSendaiMiasta-organizatorzy na mapie Japonii | TokioSaitamaYokohamaSapporoKashimaSendaiMiasta-organizatorzy na mapie Japonii | Pojemność: 42 000 |
| TokioSaitamaYokohamaSapporoKashimaSendaiMiasta-organizatorzy na mapie Japonii | TokioSaitamaYokohamaSapporoKashimaSendaiMiasta-organizatorzy na mapie Japonii | TokioSaitamaYokohamaSapporoKashimaSendaiMiasta-organizatorzy na mapie Japonii |                   |
| TokioSaitamaYokohamaSapporoKashimaSendaiMiasta-organizatorzy na mapie Japonii | TokioSaitamaYokohamaSapporoKashimaSendaiMiasta-organizatorzy na mapie Japonii | TokioSaitamaYokohamaSapporoKashimaSendaiMiasta-organizatorzy na mapie Japonii | Rifu              |
| TokioSaitamaYokohamaSapporoKashimaSendaiMiasta-organizatorzy na mapie Japonii | TokioSaitamaYokohamaSapporoKashimaSendaiMiasta-organizatorzy na mapie Japonii | TokioSaitamaYokohamaSapporoKashimaSendaiMiasta-organizatorzy na mapie Japonii | Stadion Miyagi    |
| TokioSaitamaYokohamaSapporoKashimaSendaiMiasta-organizatorzy na mapie Japonii | TokioSaitamaYokohamaSapporoKashimaSendaiMiasta-organizatorzy na mapie Japonii | TokioSaitamaYokohamaSapporoKashimaSendaiMiasta-organizatorzy na mapie Japonii | Pojemność: 48 000 |
| TokioSaitamaYokohamaSapporoKashimaSendaiMiasta-organizatorzy na mapie Japonii | TokioSaitamaYokohamaSapporoKashimaSendaiMiasta-organizatorzy na mapie Japonii | TokioSaitamaYokohamaSapporoKashimaSendaiMiasta-organizatorzy na mapie Japonii |                   |
| TokioSaitamaYokohamaSapporoKashimaSendaiMiasta-organizatorzy na mapie Japonii | TokioSaitamaYokohamaSapporoKashimaSendaiMiasta-organizatorzy na mapie Japonii | TokioSaitamaYokohamaSapporoKashimaSendaiMiasta-organizatorzy na mapie Japonii | Sapporo           |
| TokioSaitamaYokohamaSapporoKashimaSendaiMiasta-organizatorzy na mapie Japonii | TokioSaitamaYokohamaSapporoKashimaSendaiMiasta-organizatorzy na mapie Japonii | TokioSaitamaYokohamaSapporoKashimaSendaiMiasta-organizatorzy na mapie Japonii | Sapporo Dome      |
| TokioSaitamaYokohamaSapporoKashimaSendaiMiasta-organizatorzy na mapie Japonii | TokioSaitamaYokohamaSapporoKashimaSendaiMiasta-organizatorzy na mapie Japonii | TokioSaitamaYokohamaSapporoKashimaSendaiMiasta-organizatorzy na mapie Japonii | Pojemność: 42 000 |
| TokioSaitamaYokohamaSapporoKashimaSendaiMiasta-organizatorzy na mapie Japonii | TokioSaitamaYokohamaSapporoKashimaSendaiMiasta-organizatorzy na mapie Japonii | TokioSaitamaYokohamaSapporoKashimaSendaiMiasta-organizatorzy na mapie Japonii |                   |

## Składy
W turnieju kobiet nie obowiązuje limit wiekowy jak w przypadku mężczyzn. Każda drużyna składa się z 18 zawodniczek w tym obowiązkowo z 2 bramkarek. Każda drużyna może mieć również listę czterech rezerwowych zawodniczek, które mogą zastąpić zawodniczkę w przypadku kontuzji podczas turnieju.

## Koszyki
Losowanie fazy grupowej Igrzysk Olimpijskich w piłce nożnej 2020 odbyło się 21 kwietnia 2021 roku w Zurychu w Szwajcarii.
12 drużyn zostało rozlosowanych do trzech grup po cztery drużyny. Gospodarz czyli Japonia, została automatycznie rozstawiona do koszyka 1, podczas gdy pozostałe 11 drużyn zostały rozstawione na podstawie światowego rankingu FIFA (pokazanego w nawiasach). Ponieważ reprezentacja Wielkiej Brytanii nie jest członkiem FIFA i nie ma swojego rankingu, zostali rozstawieni na podstawie rankingu reprezentacji Anglii, która zakwalifikowała się w imieniu Wielkiej Brytanii. Żadna grupa nie mogła zawierać więcej, niż jedną drużynę z tej samej konfederacji.
| Koszyk 1                                                          | Koszyk 2                                           | Koszyk 3                                  | Koszyk 4                                         |
| ----------------------------------------------------------------- | -------------------------------------------------- | ----------------------------------------- | ------------------------------------------------ |
| - Japonia (11) (gospodarz) - Stany Zjednoczone (1) - Holandia (3) | - Szwecja (5) - Wielka Brytania (6) - Brazylia (7) | - Kanada (8) - Australia (9) - Chiny (14) | - Nowa Zelandia (22) - Chile (37) - Zambia (104) |

## Faza grupowa
Harmonogram spotkań:
O końcowej kolejności drużyn w każdej grupie decydują:
1. Liczba punktów uzyskana przez drużyny we wszystkich meczach grupowych;
2. Bilans bramek uzyskany we wszystkich meczach grupowych;
3. Liczba goli strzelonych przez drużyny we wszystkich meczach grupowych.

Jeśli dwa lub więcej zespołów mają tyle samo punktów, taki sam stosunek bramek i taką samą liczbę bramek strzelonych, kolejność ustala się w następujący sposób:
a) liczba punktów uzyskanych w meczach między danymi drużynami,
b) bilans bramek po meczach między danymi drużynami,
c) liczba bramek strzelonych w meczach między danymi drużynami,
d) punkty fair play we wszystkich meczach grupowych (żółta kartka: -1 punkt, pośrednia czerwona kartka (druga żółta kartka): −3 punkty, bezpośrednia czerwona kartka: -4 punkty, żółta kartka i bezpośrednia czerwona kartka: -5 punktów)
e) losowanie.
Legenda do tabelek:
- Pkt – liczba punktów
- M – liczba meczów
- W – wygrane
- R – remisy
- P – porażki
- Br+ – bramki zdobyte
- Br− – bramki stracone
- +/− – różnica bramek

Dwie pierwsze drużyny z każdej grupy awansują do dalszych gier.

### Grupa E
| Zespół          | Pkt | M | W | R | P | Br+ | Br− | +/− |
| --------------- | --- | - | - | - | - | --- | --- | --- |
| Wielka Brytania | 7   | 3 | 2 | 1 | 0 | 4   | 1   | +3  |
| Kanada          | 5   | 3 | 1 | 2 | 0 | 4   | 3   | +1  |
| Japonia         | 4   | 3 | 1 | 1 | 1 | 2   | 2   | 0   |
| Chile           | 0   | 3 | 0 | 0 | 3 | 1   | 5   | -4  |

| 21 lipca 2021 9:30 CET | Wielka Brytania · White 18', 73' | 2:0(1:0)Raport | Chile | Sapporo Dome, Sapporo Widzów: 0 Sędzia: Salima Mukasanga |
|                        |                                  |                |       |                                                          |

| 21 lipca 2021 12:30 CET | Japonia · Iwabuchi 84' | 1:1(0:1)Raport | Kanada · 6' Sinclair | Sapporo Dome, Sapporo Widzów: 0 Sędzia: Edina Alves Batista |
|                         |                        |                |                      |                                                             |

| 24 lipca 2021 9:30 CET | Chile · Araya 57' (k.) | 1:2(0:1)Raport | Kanada · 38', 47' Beckie | Sapporo Dome, Sapporo Widzów: 0 Sędzia: Esther Staubli |
|                        |                        |                |                          |                                                        |

| 24 lipca 2021 12:30 CET | Japonia | 0:1(0:0)Raport | Wielka Brytania · 74' White | Sapporo Dome, Sapporo Widzów: 0 Sędzia: Anastazja Pustowojtowa |
|                         |         |                |                             |                                                                |

| 27 lipca 2021 13:00 CET | Chile | 0:1(0:0)Raport | Japonia · 77' Tanaka | Stadion Miyagi, Rifu Widzów: 1326 Sędzia: Melissa Borjas |
|                         |       |                |                      |                                                          |

| 27 lipca 2021 13:00 CET | Kanada · Leon 55' | 1:1(0:0)Raport | Wielka Brytania · 85' (sam.) Prince | Stadion Kashima, Kashima Widzów: 0 Sędzia: Kateryna Monzul |
|                         |                   |                |                                     |                                                            |

### Grupa F
| Zespół   | Pkt | M | W | R | P | Br+ | Br− | +/− |
| -------- | --- | - | - | - | - | --- | --- | --- |
| Holandia | 7   | 3 | 2 | 1 | 0 | 21  | 8   | +13 |
| Brazylia | 7   | 3 | 2 | 1 | 0 | 9   | 3   | +6  |
| Zambia   | 1   | 3 | 0 | 1 | 2 | 7   | 15  | -8  |
| Chiny    | 1   | 3 | 0 | 1 | 2 | 6   | 17  | -11 |

| 21 lipca 2021 10:00 CET | Chiny | 0:5(0:2)Raport | Brazylia · 9', 74' Marta · 22' Debinha · 82' (k.) Andressa · 89' Beatriz | Stadion Miyagi, Rifu Widzów: 1645 Sędzia: Kateryna Monzul |
|                         |       |                |                                                                          |                                                           |

| 21 lipca 2021 13:00 CET | Zambia · Banda 19', 82', 83' | 3:10(1:6)Raport | Holandia · 9', 15', 29', 59' Mediema · 14', 38' Martens · 45' van de Sanden · 64' Roord · 75' Beerensteyn · 80' Pelova | Stadion Miyagi, Rifu Widzów: 1822 Sędzia: Laura Fortunato |
|                         |                              |                 | |                                                           |

| 24 lipca 2021 10:00 CET | Chiny · Wang Shuang 7', 22', 23', 83' (k.) | 4:4(3:2)Raport | Zambia · 15' Kundananji · 42' (k.), 47', 69' Banda | Stadion Miyagi, Rifu Widzów: 2212 Sędzia: Melissa Borjas |
|                         |                                            |                |                                                    |                                                          |

| 24 lipca 2021 13:00 CET | Holandia · Miedema 3', 59' · Janssen 79' | 3:3(1:1)Raport | Brazylia · 16' Debinha · 64' (k.) Marta · 68' Ludmila | Stadion Miyagi, Rifu Widzów: 2621 Sędzia: Kate Jacewicz |
|                         |                                          |                |                                                       |                                                         |

| 27 lipca 2021 13:30 CET | Holandia · van de Sanden 12' · Beerensteyn 37', 45+2' · Martens 47', 70' · Miedema 65', 76' · Pelova 71' | 8:2(3:1)Raport | Chiny · 28' Wang Shanshan · 69' Wang Yanwen | Stadion Nissan, Jokohama Widzów: 0 Sędzia: Salima Mukasanga |
|                         | |                |                                             |                                                             |

| 27 lipca 2021 13:30 CET | Brazylia · Andressa 19' | 1:0(1:0)Raport | Zambia | Stadion Saitama, Saitama Widzów: 0 Sędzia: Yoshimi Yamashita |
|                         |                         |                |        |                                                              |

### Grupa G
| Zespół            | Pkt | M | W | R | P | Br+ | Br− | +/− |
| ----------------- | --- | - | - | - | - | --- | --- | --- |
| Szwecja           | 9   | 3 | 3 | 0 | 0 | 9   | 2   | +7  |
| Stany Zjednoczone | 4   | 3 | 1 | 1 | 1 | 6   | 4   | +2  |
| Australia         | 4   | 3 | 1 | 1 | 1 | 4   | 5   | -1  |
| Nowa Zelandia     | 0   | 3 | 0 | 0 | 3 | 2   | 10  | -8  |

| 21 lipca 2021 10:30 CET | Szwecja · Blackstenius 25', 54' · Hurtig 72' | 3:0(1:0)Raport | Stany Zjednoczone | Stadion Ajinomoto, Chōfu Widzów: 0 Sędzia: Yoshimi Yamashita |
|                         |                                              |                |                   |                                                              |

| 21 lipca 2021 13:30 CET | Australia · Yallop 20' · Kerr 33' | 2:1(2:0)Raport | Nowa Zelandia · 90+1' Rennie | Stadion Ajinomoto, Chōfu Widzów: 0 Sędzia: Lucila Venegas |
|                         |                                   |                |                              |                                                           |

| 24 lipca 2021 10:30 CET | Szwecja · Rolfö 21', 63' · Hurtig 52' · Blackstenius 82' | 4:2(1:1)Raport | Australia · 36', 48' Kerr | Stadion Saitama, Saitama Widzów: 0 Sędzia: Edina Alves Batista |
|                         |                                                          |                |                           |                                                                |

| 24 lipca 2021 13:30 CET | Nowa Zelandia · Hassett 72' | 1:6(0:2)Raport | Stany Zjednoczone · 9' Lavelle · 45' Horan · 63' (sam.) Erceg · 80' Press · 87' Morgan · 90+3' (sam.) Bott | Stadion Saitama, Saitama Widzów: 0 Sędzia: Stéphanie Frappart |
|                         |                             |                | |                                                               |

| 27 lipca 2021 10:00 CET | Nowa Zelandia | 0:2(0:2)Raport | Szwecja · 17' Anvegård · 29' Janogy | Stadion Miyagi, Rifu Widzów: 884 Sędzia: Laura Fortunato |
|                         |               |                |                                     |                                                          |

| 27 lipca 2021 10:00 CET | Stany Zjednoczone | 0:0(0:0)Raport | Australia | Stadion Kashima, Kashima Widzów: 0 Sędzia: Anastazja Pustowojtowa |
|                         |                   |                |           |                                                                   |

### Ranking trzecich miejsc
| Zespół    | M | Z | R | P | GZ | GS | GR | Pkt |
| --------- | - | - | - | - | -- | -- | -- | --- |
| Japonia   | 3 | 1 | 1 | 1 | 2  | 2  | 0  | 4   |
| Australia | 3 | 1 | 1 | 1 | 4  | 5  | -1 | 4   |
| Zambia    | 3 | 0 | 1 | 2 | 7  | 15 | -8 | 1   |

## Faza pucharowa
|  |                          |                   |                           |                            |      |                   |                                              |                           |                           |                           |                   |       |       |
|  | Ćwierćfinały             | Ćwierćfinały      | Ćwierćfinały              |                            |      | Półfinały         | Półfinały                                    | Półfinały                 |                           |                           | Finał             | Finał | Finał |
|  | Ćwierćfinały             | Ćwierćfinały      | Ćwierćfinały              |                            |      | Półfinały         | Półfinały                                    | Półfinały                 |                           |                           | Finał             | Finał | Finał |
|  | 30 lipca 2021 – Kashima  |                   |                           |                            |      |                   |                                              |                           |                           |                           |                   |       |       |
|  |                          |                   |                           |                            |      |                   |                                              |                           |                           |                           |                   |       |       |
|  | Wielka Brytania          | Wielka Brytania   | 3                         |                            |      |                   |                                              |                           |                           |                           |                   |       |       |
|  | Wielka Brytania          | Wielka Brytania   | 3                         | 2 sierpnia 2021 – Yokohama |      |                   |                                              |                           |                           |                           |                   |       |       |
|  | Australia                | Australia         | 4                         |                            |      |                   |                                              |                           |                           |                           |                   |       |       |
|  | Australia                | Australia         | 4                         |                            |      | Australia         | Australia                                    | 0                         |                           |                           |                   |       |       |
|  | 30 lipca 2021 – Saitama  |                   |                           |                            |      | Australia         | Australia                                    | 0                         |                           |                           |                   |       |       |
|  |                          |                   | Szwecja                   | Szwecja                    | 1    |                   |                                              |                           |                           |                           |                   |       |       |
|  | Szwecja                  | Szwecja           | Szwecja                   | Szwecja                    | 1    | 3                 |                                              |                           |                           |                           |                   |       |       |
|  | Szwecja                  | Szwecja           |                           |                            |      | 3                 | 6 sierpnia 2021 – Tokio (Stadion Olimpijski) |                           |                           |                           |                   |       |       |
|  | Japonia                  | Japonia           | 1                         |                            |      |                   |                                              |                           |                           |                           |                   |       |       |
|  | Japonia                  | Japonia           | 1                         |                            |      | Szwecja           | Szwecja                                      | 1(2)                      |                           |                           |                   |       |       |
|  | 30 lipca 2021 – Yokohama |                   |                           |                            |      | Szwecja           | Szwecja                                      | 1(2)                      |                           |                           |                   |       |       |
|  |                          |                   | Kanada                    | Kanada                     | 1(3) |                   |                                              |                           |                           |                           |                   |       |       |
|  | Holandia                 | Holandia          | Kanada                    | Kanada                     | 1(3) | 2(2)              |                                              |                           |                           |                           |                   |       |       |
|  | Holandia                 | Holandia          | 2 sierpnia 2021 – Kashima |                            |      | 2(2)              |                                              |                           |                           |                           |                   |       |       |
|  | Stany Zjednoczone        | Stany Zjednoczone | 2(4)                      |                            |      |                   |                                              |                           |                           |                           |                   |       |       |
|  | Stany Zjednoczone        | Stany Zjednoczone | 2(4)                      |                            |      | Stany Zjednoczone | Stany Zjednoczone                            | 0                         | Mecz o 3. miejsce         | Mecz o 3. miejsce         | Mecz o 3. miejsce |       |       |
|  | 30 lipca 2021 – Rifu     |                   |                           |                            |      | Stany Zjednoczone | Stany Zjednoczone                            | 0                         | Mecz o 3. miejsce         | Mecz o 3. miejsce         | Mecz o 3. miejsce |       |       |
|  |                          |                   | Kanada                    | Kanada                     | 1    |                   |                                              | 5 sierpnia 2021 – Kashima | 5 sierpnia 2021 – Kashima | 5 sierpnia 2021 – Kashima |                   |       |       |
|  | Kanada                   | Kanada            | Kanada                    | Kanada                     | 1    | 0(4)              |                                              | 5 sierpnia 2021 – Kashima | 5 sierpnia 2021 – Kashima | 5 sierpnia 2021 – Kashima |                   |       |       |
|  | Kanada                   | Kanada            |                           |                            |      |                   |                                              | Australia                 | Australia                 | 3                         |                   |       |       |
|  | Brazylia                 | Brazylia          | 0(3)                      |                            |      |                   |                                              |                           | Australia                 | 3                         |                   |       |       |
|  | Brazylia                 | Brazylia          | 0(3)                      |                            |      |                   |                                              | Stany Zjednoczone         | Stany Zjednoczone         | 4                         |                   |       |       |
|  |                          |                   |                           |                            |      |                   |                                              |                           | Stany Zjednoczone         | 4                         |                   |       |       |

### Ćwierćfinały
| 30 lipca 2021 10:00 CET                       | Kanada | 0:0 dogr. k. 4:3(0:0)Raport                | Brazylia | Stadion Miyagi, Rifu Widzów: 3403 Sędzia: Stéphanie Frappart |
|                                               |        |                                            |          |                                                              |
|                                               |        | Rzuty karne                                |          |                                                              |
| Sinclair · Fleming · Lawrence · Leon · Gilles |        | Marta · Debinha · Érika · Andressa · Souza |          |                                                              |

| 30 lipca 2021 11:00 CET | Wielka Brytania · White 57', 66', 115' | 3:4 dogr.(0:1)Raport | Australia · 35' Kennedy · 89', 106' Kerr · 103' Fowler | Stadion Kashima, Kashima Widzów: 0 Sędzia: Salima Mukansanga |
|                         |                                        |                      |                                                        |                                                              |

| 30 lipca 2021 12:00 CET | Szwecja · Eriksson 7' · Blackstenius 53' · Asllani 68' (k.) | 3:1(1:1)Raport | Japonia · 23' Tanaka | Stadion Saitama, Saitama Widzów: 0 Sędzia: Lucila Venegas |
|                         |                                                             |                |                      |                                                           |

| 30 lipca 2021 13:00 CET                    | Holandia · Miedema 18', 54' | 2:2 dogr. k. 2:4(1:2)Raport        | Stany Zjednoczone · 28' Mewis · 31' Williams | Stadion Nissan, Jokohama Widzów: 0 Sędzia: Kate Jacewicz |
|                                            |                             |                                    |                                              |                                                          |
|                                            |                             | Rzuty karne                        |                                              |                                                          |
| Miedema · Janssen · van der Gragt · Nouwen |                             | Lavelle · Morgan · Press · Rapinoe |                                              |                                                          |

### Półfinały
| 2 sierpnia 2021 10:00 CET | Stany Zjednoczone | 0:1(0:0)Raport | Kanada · 74' (k.) Fleming | Stadion Kashima, Kashima Widzów: 0 Sędzia: Kateryna Monzul |
|                           |                   |                |                           |                                                            |

| 2 sierpnia 2021 13:00 CET | Australia | 0:1(0:0)Raport | Szwecja · 46' Rolfö | Stadion Nissan, Jokohama Widzów: 0 Sędzia: Melissa Borjas |
|                           |           |                |                     |                                                           |

### Mecz o 3. miejsce
| 5 sierpnia 2021 10:00 CET | Australia · Kerr 17' · Foord 54' · Gielnik 90' | 3:4(1:3)Raport | Stany Zjednoczone · 8', 21' Rapinoe · 45+1', 51' Lloyd | Stadion Kashima, Kashima Widzów: 0 Sędzia: Laura Fortunato |
|                           |                                                |                |                                                        |                                                            |

### Finał
| 6 sierpnia 2021 14:00 CET                                | Szwecja · Blackstenius 34' | 1:1 dogr. k. 2:3(1:0)Raport                        | Kanada · 68' (k.) Fleming | Stadion Olimpijski, Tokio Widzów: 0 Sędzia: Anastazja Pustowojtowa |
|                                                          |                            |                                                    |                           |                                                                    |
|                                                          |                            | Rzuty karne                                        |                           |                                                                    |
| Asllani · Björn · Schough · Anvegård · Seger · Andersson |                            | Fleming · Lawrence · Gilles · Leon · Rose · Grosso |                           |                                                                    |

## Klasyfikacja końcowa
Uwaga: Rozstrzygnięcie meczu w rzutach karnych uznaje się jako remis i obu drużynom dodaje się 1 pkt.
| Miejsce                        | Reprezentacja     | Grupa | Mecze | Punkty | Bramki+ | Bramki- | Bramki +/− |
| ------------------------------ | ----------------- | ----- | ----- | ------ | ------- | ------- | ---------- |
| złoto                          | Kanada            | E     | 6     | 10     | 6       | 4       | +2         |
| srebro                         | Szwecja           | G     | 6     | 16     | 14      | 4       | +10        |
| brąz                           | Stany Zjednoczone | G     | 6     | 8      | 12      | 10      | +2         |
| 4.                             | Australia         | G     | 6     | 7      | 11      | 13      | -2         |
| Wyeliminowane w ćwierćfinale   |                   |       |       |        |         |         |            |
| 5.                             | Holandia          | F     | 4     | 8      | 23      | 10      | +13        |
| 6.                             | Brazylia          | F     | 4     | 8      | 9       | 3       | +6         |
| 7.                             | Wielka Brytania   | E     | 4     | 7      | 7       | 5       | +2         |
| 8.                             | Japonia           | E     | 4     | 4      | 3       | 5       | -2         |
| Wyeliminowane w fazie grupowej |                   |       |       |        |         |         |            |
| 9.                             | Zambia            | F     | 3     | 1      | 7       | 15      | -8         |
| 10.                            | Chiny             | F     | 3     | 1      | 6       | 17      | -11        |
| 11.                            | Chile             | E     | 3     | 0      | 1       | 5       | -4         |
| 12.                            | Nowa Zelandia     | G     | 3     | 0      | 2       | 10      | -8         |

## Strzelczynie
Uwaga: Lista nie obejmuje goli strzelonych w seriach rzutów karnych. Pogrubioną czcionką piłkarki uczestniczące jeszcze w turnieju.
Stan na 6 sierpnia 2021 po finale Szwecja – Kanada.
10 bramek
- Vivianne Miedema

6 bramek
- Sam Kerr
- Ellen White
- Barbra Banda

5 bramek
- Stina Blackstenius

4 bramki
- Wang Shuang
- Lieke Martens

3 bramki
- Marta
- Lineth Beerensteyn
- Fridolina Rolfö

2 bramki
- Andressa
- Debinha
- Victoria Pelova
- Shanice van de Sanden
- Mina Tanaka
- Janine Beckie
- Jessie Fleming
- Carli Lloyd
- Megan Rapinoe
- Lina Hurtig

1 bramka
- Caitlin Foord
- Mary Fowler
- Emily Gielnik
- Alanna Kennedy
- Tameka Yallop
- Beatriz
- Ludmila
- Karen Araya
- Wang Shanshan
- Wang Yanwen
- Dominique Janssen
- Jill Roord
- Mana Iwabuchi
- Adriana Leon
- Christine Sinclair
- Betsy Hassett
- Gabi Rennie
- Lindsey Horan
- Rose Lavelle
- Sam Mewis
- Alex Morgan
- Christen Press
- Lynn Williams
- Anna Anvegård
- Kosovare Asllani
- Magdalena Eriksson
- Madelen Janogy
- Caroline Weir
- Racheal Kundananji

Samobójcze
- Nichelle Prince (dla Wielkiej Brytanii)
- C. J. Bott (dla Stanów Zjednoczonych)
- Abby Erceg (dla Stanów Zjednoczonych)